# ジャレッド・ラシュトン
ジャレッド・ラシュトン（Jared Rushton、1974年3月3日 - ）は、アメリカ合衆国の俳優。

## 出演作品
- ペット・セメタリー2
- ミクロキッズ
- 汚れなき瞳の中に
- ビッグ
- トップ・キッズ